# Castell de Gurre

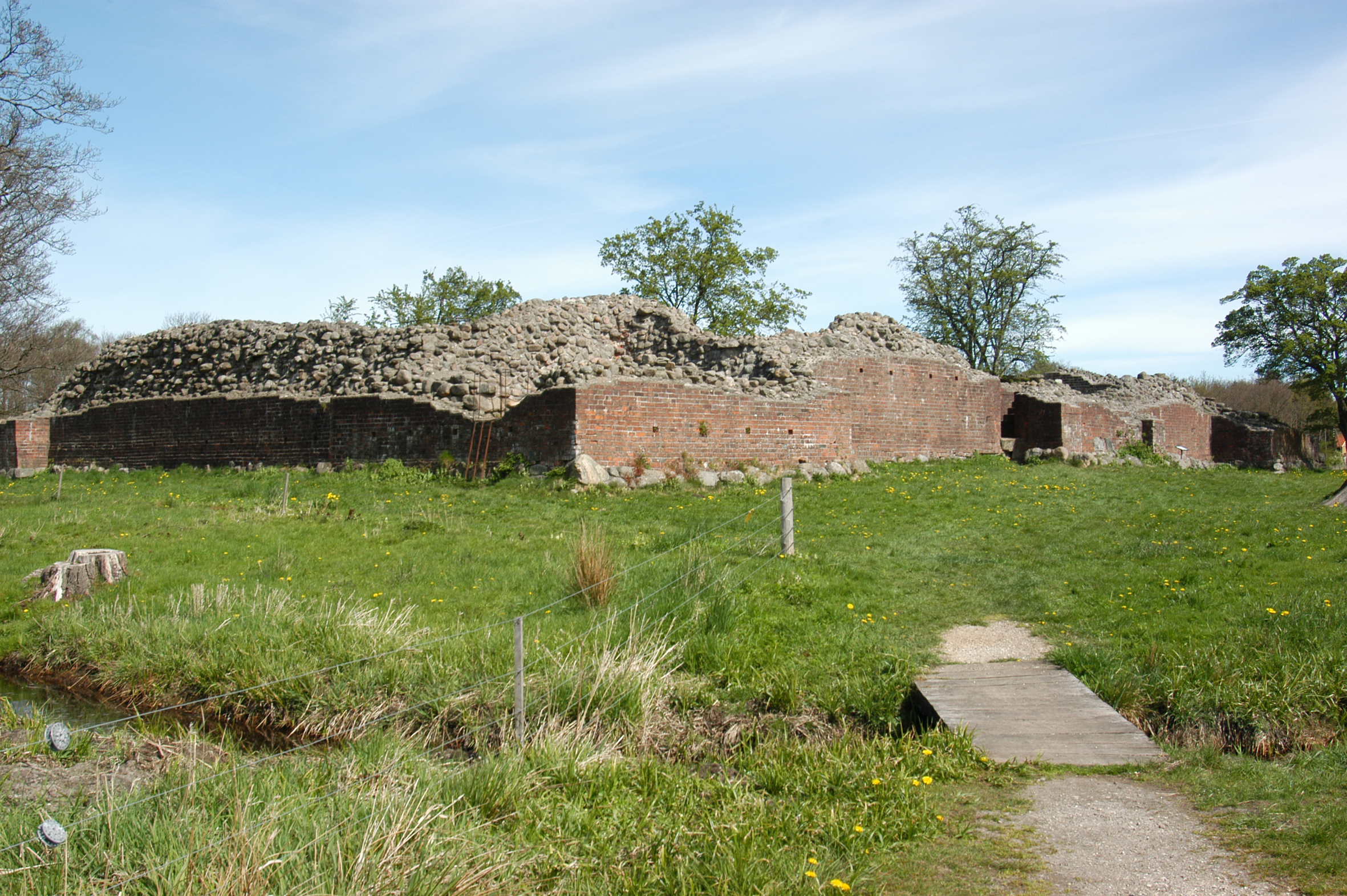
ruïnes del castell

El Castell de Gurre (danès: Gurre Slot) fou un antic castell real danès, en ruïnes, que es troba al nord de Zelanda als afores d'Helsingør, al llac Gurre, utilitzat com a residència real de la dècada de 1360 fins ben entrada la dècada de 1400.
Va ser construït en el segle xii, cap a l'any 1100, amb una sola torrassa central. Van ser afegides 4 torres en les cantonades i una muralla perimetral a la dècada de 1350, de les quals solament es conserven tres metres d'altura de la torre major de l'edificació i els fonaments, ocults sota l'herba.